# Набережное (Тарановский район)
Набережное (каз. Набережный) — село в Тарановском районе Костанайской области Казахстана. Административный центр Набережного сельского округа. Код КАТО — 396455100.

## Население
В 1999 году население села составляло 433 человека (202 мужчины и 231 женщина). По данным переписи 2009 года, в селе проживало 279 человек (143 мужчины и 136 женщин).